# Ipochira perlata
Ipochira perlata là một loài bọ cánh cứng trong họ Cerambycidae.